# فؤاد عجمی
فؤاد عجمی (به انگلیسی: Fouad A. Ajami) نویسنده و استاد دانشگاه و مشاور پل ولفوویتز، معاون وزارت دفاع آمریکا در دوران جرج بوش و رئیس دانشکده عالی مطالعات بین‌الملل (SAIS) دانشگاه جانز هاپکینز بود که به همراه کوندولیزا رایس و سایر نومحافظه‌کاران از هواداران عمده جنگ عراق به‌شمار می‌رفتند. وی تا سال ۲۰۱۱ رئیس مرکز خاورمیانه همان دانشکده باقی ماند و پس از آن به بنیاد هوور در دانشگاه استانفورد کالیفرنیا نقل مکان کرد که در همان‌جا نیز در گذشت.

## زندگی‌نامه
عجمی ایرانی‌تبار است. خانواده او در دوران ناصرالدین‌شاه به جنوب لبنان مهاجرت کردند. فؤاد عجمی در سال ۱۹۴۵ در یکی از روستاهای جنوب لبنان به‌نام ارنون به دنیا آمد و در بیروت بزرگ شد. در ۱۸ سالگی به ایالات متحده مهاجرت کرد. تحصیلاتش را در دانشگاه واشینگتن به پایان برد و سپس در دانشگاه پرینستون به تدریس پرداخت. ابتدا هوادار ناصریسم و ناسیونالیسم عربی بود. بعد، به دلیل شیعه بودن، طرفدار امام موسی صدر شد و کتابی نوشت به‌نام «امام ناپدید شده». کمی بعد، طبق نوشته همکاران سابقش، راه جدایی از مذهب را پیدا کرد؛ با پل ولفوویتز دوست شد، به عنوان فردی بریده از ناصریسم در تجلیل از انور سادات مقاله نوشت و ادعا کرد که «واقع‌گرا» شده‌است. فؤاد عجمی رئیس مؤسسه مطالعات خاورمیانه دانشگاه جانز هاپکینز بود و در حمله آمریکا به عراق از نومحافظه‌کاران حمایت نمود و در جهان عرب بشدت مورد انتقاد قرار گرفت.

## درگذشت
فؤاد عجمی روز یکشنبه ۲۲ ژوئن ۲۰۱۴ پس از مدت‌ها مبارزه با سرطان، در سن ۶۹ سالگی درگذشت.